# Diocesi di Joliette
La diocesi di Joliette (in latino Dioecesis Ioliettensis) è una sede della Chiesa cattolica in Canada suffraganea dell'arcidiocesi di Montréal. Nel 2023 contava 268.600 battezzati su 291.300 abitanti. È retta dal vescovo Louis Corriveau.

## Territorio
La diocesi comprende la parte meridionale della regione del Lanaudière nella provincia canadese del Québec.
Sede vescovile è la città di Joliette, dove si trova la cattedrale di San Carlo Borromeo.
Il territorio si estende su 8.800 km² ed è suddiviso in 23 parrocchie.

## Storia

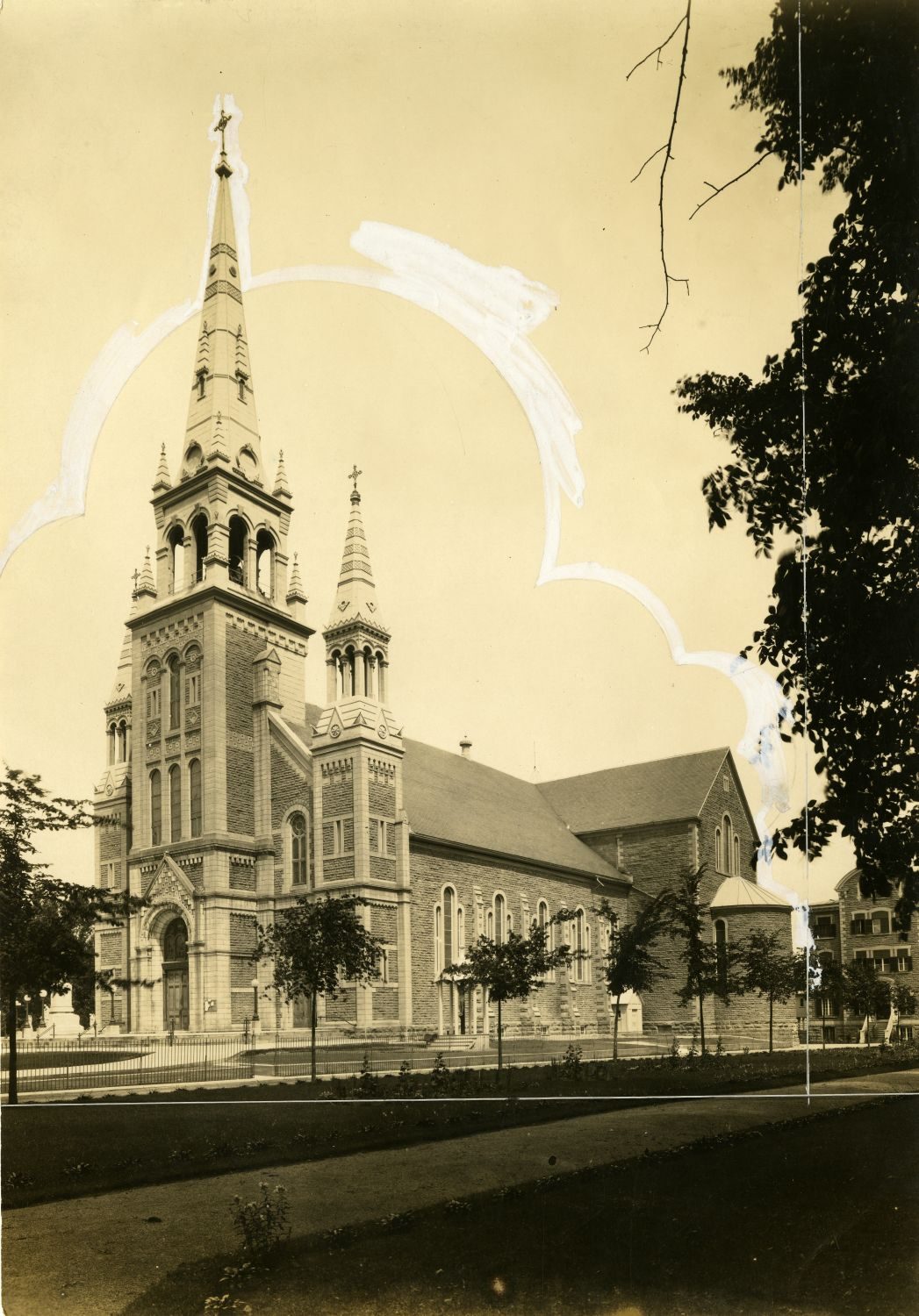
Cattedrale (1900)

La diocesi è stata eretta il 27 gennaio 1904 con il breve Pastorale romani Pontificis di papa Pio X, ricavandone il territorio dall'arcidiocesi di Montréal.
Il 31 maggio 2007 la diocesi si è ampliata, includendo una porzione di territorio che prima apparteneva alla diocesi di Amos.

## Cronotassi dei vescovi
Si omettono i periodi di sede vacante non superiori ai 2 anni o non storicamente accertati.
- Joseph Alfred Archambault † (27 giugno 1904 - 25 aprile 1913 deceduto)
- Joseph-Guillaume-Laurent Forbes † (6 agosto 1913 - 29 gennaio 1928 nominato arcivescovo di Ottawa)
- Joseph Arthur Papineau † (15 giugno 1928 - 3 gennaio 1968 ritirato[1])
- René Audet † (3 gennaio 1968 - 31 ottobre 1990 dimesso)
- Gilles Lussier (7 settembre 1991 - 8 settembre 2015 ritirato)
- Raymond Poisson (8 settembre 2015 - 18 maggio 2018 nominato vescovo coadiutore di Saint-Jérôme)
- Louis Corriveau, dal 21 maggio 2019

## Statistiche
La diocesi nel 2023 su una popolazione di 291.300 persone contava 268.600 battezzati, corrispondenti al 92,2% del totale.
| anno | popolazione | popolazione | popolazione | presbiteri | presbiteri | presbiteri | presbiteri                | diaconi | religiosi | religiosi | parrocchie |
| anno | battezzati  | totale      | %           | numero     | secolari   | regolari   | battezzati per presbitero | diaconi | uomini    | donne     | parrocchie |
| ---- | ----------- | ----------- | ----------- | ---------- | ---------- | ---------- | ------------------------- | ------- | --------- | --------- | ---------- |
| 1950 | 84.725      | 86.455      | 98,0        | 257        | 185        | 72         | 329                       |         | 275       | 836       | 52         |
| 1966 | 103.859     | 105.864     | 98,1        | 257        | 186        | 71         | 404                       |         | 197       | 868       | 55         |
| 1970 | 113.099     | 115.772     | 97,7        | 237        | 174        | 63         | 477                       |         | 196       | 868       | 55         |
| 1976 | 131.583     | 134.494     | 97,8        | 200        | 142        | 58         | 657                       |         | 199       | 678       | 85         |
| 1980 | 153.366     | 157.106     | 97,6        | 187        | 130        | 57         | 820                       |         | 196       | 643       | 84         |
| 1990 | 168.685     | 177.800     | 94,9        | 149        | 102        | 47         | 1.132                     | 2       | 154       | 503       | 57         |
| 1999 | 202.130     | 212.300     | 95,2        | 136        | 83         | 53         | 1.486                     | 5       | 173       | 290       | 48         |
| 2000 | 206.815     | 217.890     | 94,9        | 138        | 83         | 55         | 1.498                     | 5       | 169       | 273       | 57         |
| 2001 | 213.980     | 226.655     | 94,4        | 134        | 81         | 53         | 1.596                     | 5       | 165       | 271       | 48         |
| 2002 | 214.460     | 227.860     | 94,1        | 126        | 77         | 49         | 1.702                     | 5       | 154       | 254       | 57         |
| 2003 | 219.165     | 231.750     | 94,6        | 122        | 74         | 48         | 1.796                     | 5       | 151       | 248       | 57         |
| 2004 | 218.445     | 231.430     | 94,4        | 121        | 74         | 47         | 1.805                     | 5       | 149       | 227       | 57         |
| 2006 | 214.875     | 228.040     | 94,2        | 124        | 68         | 56         | 1.732                     | 5       | 144       | 209       | 56         |
| 2013 | 255.165     | 279.970     | 91,1        | 103        | 53         | 50         | 2.477                     | 7       | 123       | 119       | 52         |
| 2016 | 257.420     | 285.500     | 90,2        | 95         | 45         | 50         | 2.709                     | 7       | 104       | 116       | 23         |
| 2019 | 260.000     | 282.580     | 92,0        | 86         | 42         | 44         | 3.023                     | 7       | 82        | 109       | 23         |
| 2021 | 264.650     | 287.000     | 92,2        | 88         | 38         | 50         | 3.007                     | 8       | 97        | 100       | 23         |
| 2023 | 268.600     | 291.300     | 92,2        | 79         | 33         | 46         | 3.400                     | 9       | 85        | 89        | 23         |